# Silent Enemy
Silent Enemy is de elfde aflevering van de serie Star Trek: Enterprise van 97 in totaal.

## Verloop van de aflevering in hoofdlijnen

### Verhaallijn één
De USS Enterprise NX-01 wordt geconfronteerd met een vijand die de Enterprise achtervolgt en later aanvalt zonder duidelijke reden. Bijkomend probleem is dat zij meer vuurkracht en betere schilden hebben. Na een aantal aanvallen te hebben doorstaan, besluit kapitein Jonathan Archer dat de Enterprise naar de Aarde moet terugkeren om hun wapens te verbeteren en minder risico te lopen. Echter blijkt overste Charles "Trip" Tucker III in staat een faser (het belangrijkste op energie gebaseerde wapen van een sterrenschip) zodanig sterker te maken dat ze hun vijand er ook mee kunnen verslaan. Bij een test blijkt het sterkere wapen sterk te overladen waardoor niet alleen de kracht veel sterker dan bedoeld is, maar het schip zelf ook beschadigt. Na wat aanpassingen denkt Tucker dit probleem opgelost te hebben. Uiteindelijk komt de vijand (die alleen communiceert door de woorden van een door Archer opgenomen bericht te verknippen) terug en blijken de opgevoerde wapens toch niet sterk genoeg. Uiteindelijk besluit Archer nogmaals de wapens te laten overladen, nu expres. Dit lukt en het andere schip raakt zodanig beschadigd, dat zij meteen wegvluchten.

### Verhaallijn twee
Terwijl het voorgaande allemaal passeert, heeft communicatie-expert Hoshi Sato de taak om uit te zoeken wat het favoriete eten is van de jarige luitenant Malcolm Reed. Omdat hij een zeer gesloten persoon is, blijkt het erg moeilijk. Sato praat gedurende de aflevering met zijn ouders, zijn zus, een vriend van hem en met dokter Phlox. Die laatste geeft haar het antwoord op haar vraag. Hij blijkt af en toe injecties te nemen om een allergie te onderdrukken. Het blijkt dat zijn lichaam door deze injectie bromelaïne kan tolereren. Dit komt men vooral in ananassen tegen. Er wordt een verjaardagstaart met ananassmaak gemaakt en Reed is zeer verbaasd en verrast dat iemand er achter kon komen dat hij ananas lekker vind. Als hij dat duidelijk maakt zegt Sato slechts dat ze haar bronnen heeft.

## Acteurs

### Hoofdrollen
- Scott Bakula als kapitein Jonathan Archer
- John Billingsley als dokter Phlox
- Jolene Blalock als overste T'Pol
- Dominic Keating als luitenant Malcolm Reed
- Anthony Montgomery als vaandrig Travis Mayweather
- Linda Park als vaandrig Hoshi Sato
- Connor Trinneer als overste Charles "Trip" Tucker III

### Gastacteurs
- Jane Carr als Mary Reed
- Guy Siner als Stuart Reed
- Paula Malcomson als Madeline Reed

### Bijrollen
- John Rosenfeld als Mark Latrelle (een vriend van Reed)
- Robert Mammana als een technicus

#### Bijrollen die niet in de aftiteling vermeld zijn
- Adam Anello als een bemanningslid van de Enterprise
- Solomon Burke junior als bemanningslid Billy
- Amy Kate Connolly als een bemanningslid van de Enterprise
- Mark Correy als bemanningslid Alex
- Evan English as vaandrig Tanner
- Lindly Gardner als een bemanningslid van de Enterprise
- Jack Guzman als een bemanningslid van de Enterprise
- Bryan Heiberg als een bemanningslid van de Enterprise
- Amina Islam als een bemanningslid van de Enterprise
- Martin Ko als een bemanningslid van de Enterprise
- Carmen Nogales als een bemanningslid van de Enterprise
- Bobby Pappas als een bemanningslid van de Enterprise
- Monica Parrett als een bemanningslid van de Enterprise
- Thelma Tyrell als een bemanningslid van de Enterprise
- Cynthia Uhrich als een bemanningslid van de Enterprise
- John Wan als een bemanningslid van de Enterprise
- Mark Watson als een bemanningslid van de Enterprise
- Gary Weeks als een bemanningslid van de Enterprise
- Todd Wieland als een bemanningslid van de Enterprise
- Prada as Porthos